# Relations entre l'Azerbaïdjan et Cuba
Les relations diplomatiques entre l'Azerbaïdjan et Cuba désignent les relations entre la République d'Azerbaïdjan et la république de Cuba depuis 1992.

## Histoire
Les relations diplomatiques entre l'Azerbaïdjan et Cuba ont été établies le 27 mars 1992.
Le 19 septembre 2005, dans le cadre de la 60e session de l'Assemblée générale des Nations Unies, a eu lieu une rencontre entre le ministre des Affaires étrangères de l'Azerbaïdjan, Elmar Mamedyarov, et le ministre des Affaires étrangères de Cuba, Fernando Rog. Du 28 au 30 septembre 2006, Mamedyarov a effectué une visite officielle à Cuba et le 8 février 2011, le ministre des Affaires étrangères Bruno Rodríguez Parrilla a effectué une visite officielle en Azerbaïdjan. En octobre 2019, le président cubain Miguel Diaz-Canel a effectué une visite officielle en Azerbaïdjan pour participer au XVIIIe sommet du Mouvement des non-alignés qui s'est tenu à Bakou.

## Coopération économique
En octobre 2010, le premier forum d'affaires conjoint azerbaïdjanais-cubain a eu lieu. La base des importations vers l'Azerbaïdjan sont les boissons alcoolisées, les cigares et les produits du tabac, les sacs à main, les timbres-poste, etc. La base des exportations de l'Azerbaïdjan est constituée de pneumatiques en caoutchouc. Plus de 70 % des équipements des centrales électriques cubaines ont été exportés d'Azerbaïdjan. Cuba s'intéresse à la coopération dans le secteur pétrolier et gazier.